# Samvetskval (novell)
Samvetskval är en novell av August Strindberg från 1884. Boken är en fredsnovell, där Strindberg visar upp en visionär sida och rentav upphöjer kvinnor till fredsskapare.

## Handling
Novellens huvudroll innehas av den tyske löjtnanten Herr von Bleichroden, som under fransk-tyska kriget 1870 splittras i två personligheter - en bakom militärens mask och en ärlig, naturlig. Då han får order att avrätta krigsfångar, grips han av panik inför sin egen ordergivning och drabbas efter avrättningen av svåra samvetskval.